# Nesophontes hypomicrus
A Nesophontes hypomicrus az emlősök (Mammalia) osztályának Eulipotyphla rendjébe, ezen belül a kihalt karibicickány-félék (Nesophontidae) családjába tartozó faj.

## Előfordulása
Ez az állat a Hispaniola nevű sziget két országában, Haitiban és a Dominikai Köztársaságban élt. Továbbá a kis Gonave szigeten is voltak állományai. A faj kihalásához a szigetre megérkezett európaiak mezőgazdasági tevékenységei, mint például az erdők kivágása és felégetése, valamint az általuk behurcolt patkányokkal (Rattus) való versengés vezetett.

## Életmódja
A Nesophontes hypomicrus valószínűleg éjszaka, az avarban mozgott és rovarokkal, valamint egyéb gerinctelenekkel táplálkozott.

### Fordítás
- Ez a szócikk részben vagy egészben  az   Atalaye nesophontes című angol Wikipédia-szócikk ezen változatának fordításán alapul.  Az eredeti cikk szerkesztőit annak laptörténete sorolja fel. Ez a jelzés csupán a megfogalmazás eredetét és a szerzői jogokat jelzi, nem szolgál a cikkben szereplő információk forrásmegjelöléseként.